# Oskar Stössel
Oskar Stössel (* 1879 in Neunkirchen in Niederösterreich; † 1964 in Wien) war ein österreichischer Maler und Grafiker.

## Leben
Oskar Stössel wuchs in Graz auf, wo er auch eine Ausbildung zum Bauingenieur an der Technischen Hochschule absolvierte. Danach studierte er in Graz Malerei, bei Constantin Damianos, Leo Diet und Alfred Schrötter von Kristelli. In dieser Zeit war er auch in der Jüdisch-Akademischen Verbindung Charitas aktiv. Ab 1919 studierte er an der Akademie der bildenden Künste in Wien, wo er sich von Ferdinand Schmutzer in der Technik der Radierung ausbilden ließ. Durch seinen Bruder Ludwig Stössel, der in der Zwischenkriegszeit ein bekannter österreichischer Schauspieler war, machte er die Bekanntschaft mit Persönlichkeiten aus Kunst und Wissenschaft und Adeligen. Dadurch kam er auch zu zahlreichen Aufträgen und er konnte sich mit seinen Porträtradierungen künstlerische Anerkennung schaffen. Seine Farbradierungen, hauptsächlich Landschaften wurden international bekannt, so stellte er zum Beispiel unter anderen auch in London aus. 1938 musste er vor dem nationalsozialistischen Regime aus Österreich in die USA flüchten. Im Exil war er Gründungsmitglied der „Austrian Action“ in New York, die sich als österreichische Organisation am Kampf gegen Hitlerdeutschland beteiligte. Seine künstlerische Karriere konnte er erfolgreich weiterführen und er porträtierte weiterhin Persönlichkeiten aus Politik und Gesellschaft darunter auch Präsident Franklin D. Roosevelt. In den 1950er Jahren kehrte er nach Österreich zurück, wo er 1964 in Wien starb.

## Bedeutung
Oskar Stössel zählt zu jenen österreichischen Künstlern, deren künstlerische Arbeit von den Nationalsozialisten als „entartet“ bezeichnet wurde. In der Nachkriegszeit wurde sein Werk in Österreich nicht wahrgenommen, obwohl ihm zum Beispiel 1959 in New York eine eigene Ausstellung gewidmet wurde. Erst durch eine Sonderausstellung der Neuen Galerie Graz am Landesmuseum Joanneum im Jahr 2001, die sich mit Widerstand, Verfolgung und Exil steirischer Künstler in den Jahren zwischen 1933 und 1945 auseinandersetzte, bekam auch Stössel wieder größere Aufmerksamkeit und zuletzt wurde seine Arbeit als Porträtist 2008 / 09 in einer Einzelausstellung der Neuen Galerie in Graz gewürdigt.

## Ausstellungen
- 2001 Moderne in dunkler Zeit. Widerstand, Verfolgung und Exil steirischer Künstlerinnen und Künstler 1933–1945.  Neue Galerie Graz. (Gruppenausstellung)
- 2008 Oskar Stössel. (1879–1964). Neue Galerie Graz, Hofgalerie.